# Климовское (Череповецкий район)
Климовское — деревня в Череповецком районе Вологодской области. Административный центр Климовского сельского поселения и Климовского сельсовета.
Расстояние до районного центра Череповца по автодороге — 28 км. Ближайшие населённые пункты — Мархинино, Гаврино, Поповское.
По переписи 2002 года население — 2471 человек (1108 мужчин, 1363 женщины). Преобладающая национальность — русские (97 %).